# Арт (Швіц)
Арт (нім. Arth SZ) — місто в Швейцарії в кантоні Швіц, округ Швіц.

## Географія
Місто розташоване на березі Цугського озера, на відстані близько 85 км на схід від Берна, 12 км на північний захід від Швіца.
Арт має площу 42 км², з яких на 9,7 % дозволяється будівництво (житлове та будівництво доріг), 40,7 % використовуються в сільськогосподарських цілях, 44,5 % зайнято лісами, 5,1 % не є продуктивними (річки, льодовики або гори).

## Демографія
2019 року в місті мешкало 12 154 особи (+13,6 % порівняно з 2010 роком), іноземців було 29,1 %. Густота населення становила 289 осіб/км².
За віковим діапазоном населення розподілялося таким чином: 20 % — особи молодші 20 років, 63,4 % — особи у віці 20—64 років, 16,6 % — особи у віці 65 років та старші. Було 5105 помешкань (у середньому 2,3 особи в помешканні).
Із загальної кількості 4136 працюючих 284 було зайнятих в первинному секторі, 1237 — в обробній промисловості, 2615 — в галузі послуг.